# La Barosa
La Barosa es una pedanía del municipio de Carucedo, comarca de El Bierzo, provincia de León, comunidad autónoma de Castilla y León, España.
La Barosa tiene 22 habitantes (INE 2012).
Localidad de nacimiento del poeta Luis López Álvarez.
Próxima a las explotaciones mineras romanas de Las Médulas (Patrimonio de la Humanidad).
- Datos: Q9018340
- Multimedia: La Barosa, Carucedo / Q9018340